# Curul vitalicia de Miguel Grau
La curul vitalicia de Miguel Grau es un escaño perpetuo que se encuentra en el hemiciclo de sesiones parlamentarias del Palacio Legislativo del Congreso del Perú. Fue instalado en honor a Miguel Grau, almirante peruano, diputado y héroe máximo de la Guerra del Pacífico, conflicto que enfrentó a Bolivia y Perú con Chile entre 1879 y 1884.
Miguel Grau tiene la condición de senador vitalicio y, como una señal de respeto y homenaje, su nombre es el primero que se enuncia al llamar la lista de congresistas.

## Antecedentes
En 1875, Miguel Grau, quien ya era un reconocido oficial de marina, fue elegido diputado por la provincia de Paita, como miembro del Partido Civil. El 5 de julio de 1876, Grau dejó el mando del Huáscar y se alistó para tomar posesión de su escaño congresal, por un periodo de seis años, aunque, de hecho, este se reduciría a dos legislaturas, de seis meses cada una (agosto de 1876-febrero de 1877 y julio de 1878-febrero de 1879), porque ejerció la Comandancia General de Marina entre 1877 y 1878.
Durante su labor como diputado, elevó al Congreso Nacional un pormenorizado informe sobre el estado deficiente de los buques de guerra y las carencias de la Marina, un año antes del estallido de la guerra con Chile. En 1879 solicitó licencia para servir en la Guerra del Pacífico como capitán del Huáscar. Miguel Grau falleció en combate el 8 de octubre de 1879 durante el Combate de Angamos por lo que jamás se reintegró al parlamento.

## Historia
El hemiciclo de sesiones fue inaugurado en 1908, pero su construcción total demoró hasta 1912, tiempo en el cual los diputados sesionaban en el Palacio de la Exposición.

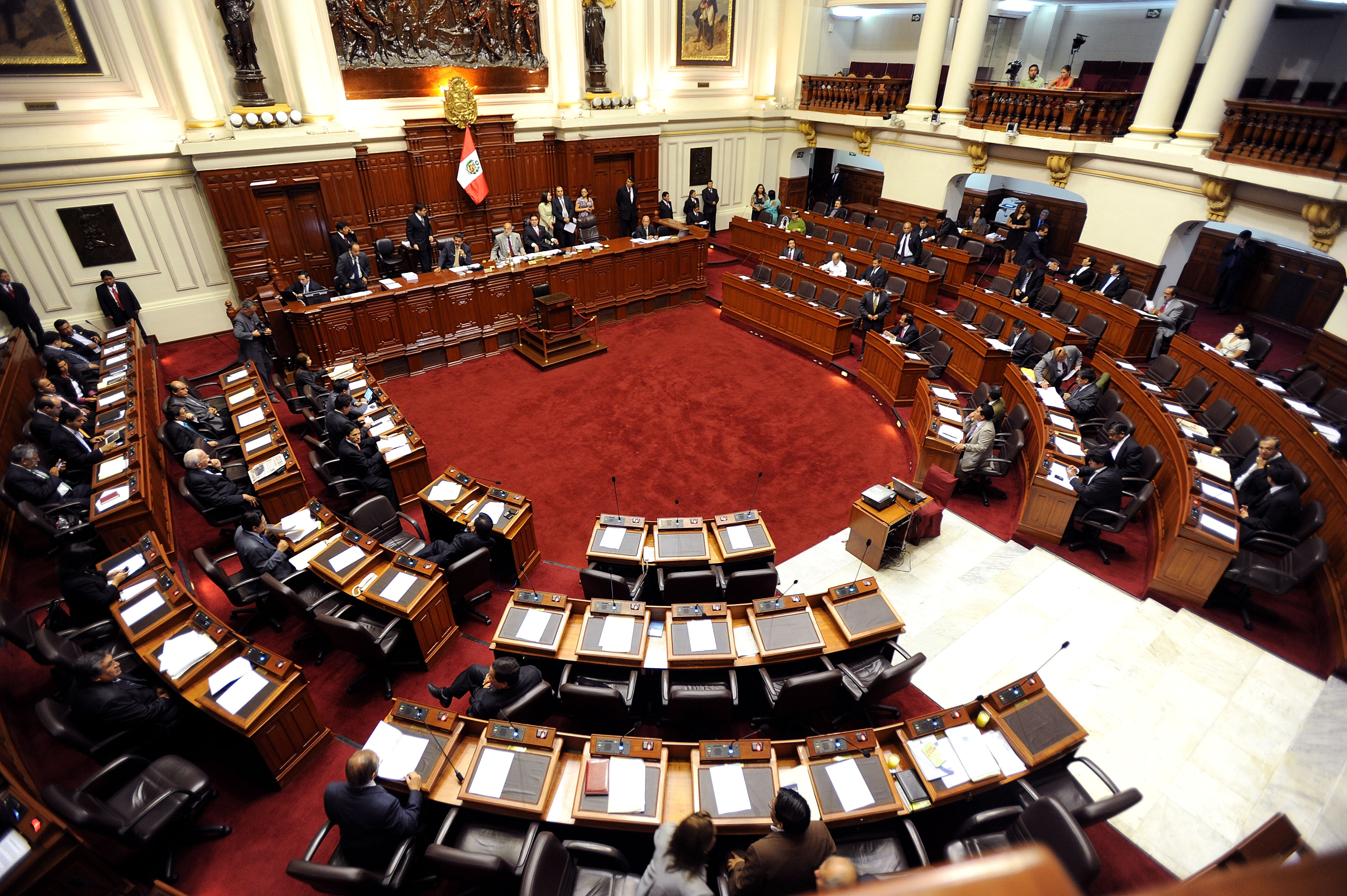
Hemiciclo del Palacio Legislativo. Delante de la Mesa Directiva se aprecia la curul de Grau.

En 1983, durante el segundo gobierno de Fernando Belaúnde, el intelectual y entonces senador aprista Luis Alberto Sánchez propuso la instalación de una curul vitalicia a Miguel Grau que fue aprobada por Resolución Legislativa Nº 23680. Esta réplica del escaño fue colocada el 2 de noviembre de ese año en el piso bajo del hemiciclo, ubicado en la parte central de la mesa directiva y frente a todos los demás congresistas. En solemne sesión se leyeron doce discursos a cargo de senadores y diputados, entre los cuales estuvieron su promotor, Luis Alberto Sánchez, así como José Carlos Martín Sánchez, Enrique Bernales Ballesteros y Enrique Chirinos Soto.

## Otras réplicas
El 16 de junio de 2008 el presidente del Congreso, Luis Gonzales Posada, donó a la Marina de Guerra una réplica de la curul. A la ceremonia acudieron el comandante general de la Marina, Carlos Gamarra Elías; el primer vicepresidente, Luis Giampietri; y los tres vicepresidentes de la Mesa Directiva: Aldo Estrada, Martha Moyano y Carlos Torres Caro. Este mueble fue instalado en el Museo Naval del Perú.
Otras réplicas de la curul de Grau son exhibidas en el Museo Naval Casa Grau en Callao, en la Casa Museo Almirante Miguel Grau en Piura, y en la aduana de Paita.